# Wrocław Szczepin

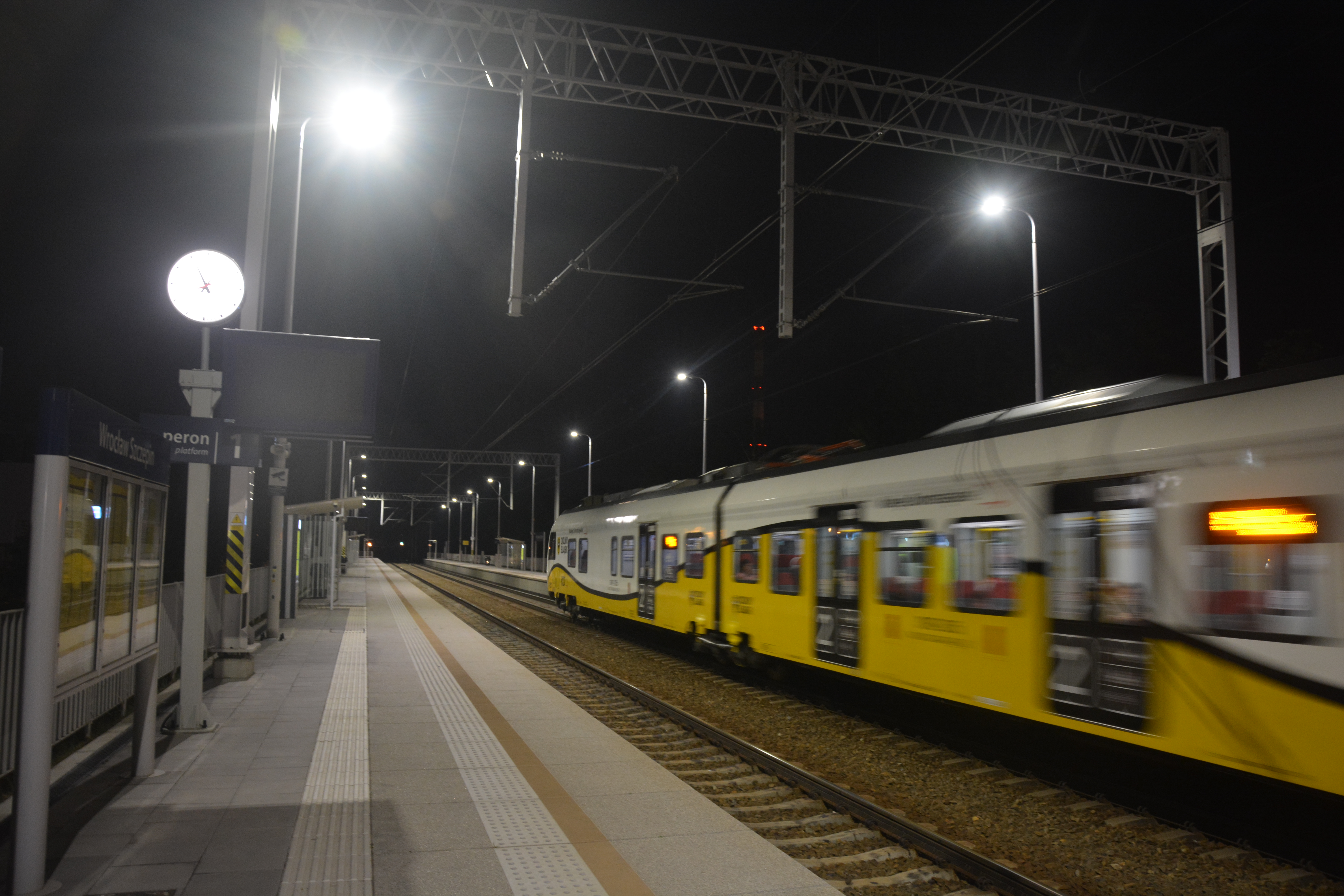

Wrocław Szczepin – przystanek osobowy we Wrocławiu, na osiedlu Szczepin, w pobliżu ul. Długiej, położony na linii kolejowej nr 143.

## Historia
Przystanek został wybudowany w latach 2020–2021, w ramach projektu „Budowa przystanku kolejowego Wrocław Szczepin na linii nr 143 wraz z przebudową wiaduktu kolejowego nad ul. Długą we Wrocławiu oraz niezbędną infrastrukturą”, choć był już planowany w 2014, w ramach koncepcji wrocławskiej kolei aglomeracyjnej. Inwestycja została przeprowadzona wraz z budową linii tramwajowej na Popowice, docelowo przystanek ma być częścią punktu przesiadkowego na komunikację miejską. Początkowo otwarcie przystanku planowane było na 13 czerwca. W związku ze sporem związanym z honorowaniem biletów MPK w podróżach pociągami na terenie Wrocławia, zostało ono opóźnione. Ostatecznie uruchomienie przystanku miało miejsce 12 grudnia, wraz z wejściem w życie nowego rocznego rozkładu pociągów.

## Infrastruktura
Na przystanek Wrocław Szczepin składają się dwa jednokrawędziowe perony o długości użytkowej 200 m, dostosowane do potrzeb osób niepełnosprawnych. Dojście na przystanek zapewniają dwa wejścia z ul. Długiej. Na peronach są ustawione wiaty przystankowe.

## Ruch pasażerski
| Rok  | Wymiana pasażerska na dobę |
| ---- | -------------------------- |
| 2017 | –                          |
| 2022 | 150-199                    |